# Онора де Ракан
Онора де Ракан (фр. Honorat de Racan; 5 лютого 1589, Обіньє-Ракані — 21 січня 1670, Париж) — французький письменник і перекладач. Один із засновників і член Французької академії.

## Біографія
Онора де Бюей, якого звали маркіз де Ракан, виріс у мануарі Шаммарен (Обіньє-Ракан, між Туром і Ле-Маном). Він втратив батька, коли йому було 8 років, і матір, коли мав 13. Він став пажем короля. Був улюбленим учнем Франсуа де Малерба. 1618 року написав свою єдину п'єсу, пастораль «Бержері», яка мала великий успіх. Її виконували в Бургундському готелі з 1619 року та при дворі з 1624 року. За оцінкою П'єра Вольца, твори Ракана цікаві й для сьогоднішніх читачів.
У 1630 році «ніжний Ракан» переїхав у свій замок Ла-Рош-Ракан (поблизу Сен-Патерн-Ракан у департаменті Ендр і Луара) і, спонуканий абатом сусіднього цистерціанського монастиря Ла Кларте-Дьє, почав своє тридцятиліття перекладом Книги Псалмів, який став «пам'яткою французької поезії» (Жан-П'єр Шово).
Ракан був одним із засновників Французької академії з 1635 року. Серед його шанувальників був Жан де Лафонтен.

## Твори
- Sept Psaumes, 1631.
- Odes sacrées, 1651.
- Cent neuf psaumes, 1654.
- Poésies, критичне видання, Louis Arnould, Paris, Hachette, 1930.
- Les Bergeries, критичне видання, Louis Arnould, Paris, Droz, 1937, 1991.
- Vie de Monsieur Malherbe, Marie-France Quignard, Paris, Le Promeneur, 1991.
- Œuvres complètes, критичне видання, Stéphane Macé, Paris, Honoré Champion, 2009 (1144 с).